# Bretagne-d’Armagnac
Bretagne-d’Armagnac – miejscowość i gmina we Francji, w regionie Oksytania, w departamencie Gers.
Według danych na rok 1990 gminę zamieszkiwało 345 osób, a gęstość zaludnienia wynosiła 28 osób/km² (wśród 3020 gmin regionu Midi-Pireneje Bretagne-d’Armagnac plasuje się na 724. miejscu pod względem liczby ludności, natomiast pod względem powierzchni na miejscu 929.).